# NGC 976
NGC 976 este o galaxie spirală situată în constelația Berbecul. A fost descoperită în 1877 de către Ernst Wilhelm Tempel. Se află la o distanță de 46,13 de megaparseci de Pământ.